# Vasvár
Vasvár (in tedesco Eisenburg) è una città di 4.466 abitanti situata nella contea di Vas, nell'Ungheria nord-occidentale.

## Amministrazione

### Gemellaggi
- Cegléd, Ungheria